# 시네마테크의 친구들 영화제
시네마테크의 친구들 영화제는 대한민국 서울에 있는 서울 아트 시네마에서 매년 1월에 열리는 소규모의 영화제이다.
서울에 있는 시네마테크 중 한국 영상 자료원은 기관의 특성상 한국 영화 아카이브를 상영 프로그램의 중심으로 운영 중인 반면, 서울 아트 시네마는 민간 차원의 시네마테크 운동을 발판으로 해외 고전 영화 및 예술 영화 상영에 보다 많은 프로그램을 할애 하는 시네마테크이다. 서울의 이 시네마테크, 서울 아트 시네마를 유지 및 발전시키고자 결속한 후원 모임이 "시네마테크의 친구들"이며, 이 후원회가 마련한 영화제가 바로 "시네마테크의 친구들 영화제"이다. "시네마테크의 친구들"은 영화 감독, 평론가, 배우들로 구성된 영화인들의 모임이며, 초대 대표로서 박찬욱이 역임하고 있다.
영화제에 참여하는 구성원은 "시네마테크의 친구들" 중 일부이며, 그 구성원은 매년 변동을 하고 있다. "시네마테크의 친구들" 중 영화제에 참여하는 자가 각각 관객과 보고 싶은 작품을 고르면 서울 아트 시네마의 수석 프로그래머인 김성욱 평론가가 그중 상영이 가능한 작품들을 선별하고 시간표를 작성한다. 상영작들은 각각 2~4회 정도 상영하며, 상영 회차 중 일부는 추천자와 관객 간의 간담회로 마련된다. 추천작 상영 외에 여러 부대 행사가 마련되기도 한다.

## 같이 보기
- 시네마테크
- 서울 아트 시네마
- 시네마테크 대전
- 시네마테크 부산
- 한국영상자료원